# Episodi di Doctor Who (serie televisiva 2005) (terza stagione)
La terza stagione della seconda serie televisiva Doctor Who (2005-2022) è stata trasmessa nel Regno Unito dal 31 marzo al 30 giugno 2007 su BBC One.
In Italia la stagione è andata in onda dal 13 luglio al 5 ottobre 2008 sul canale satellitare Jimmy a cadenza settimanale, mentre la trasmissione in chiaro ad opera dell'emittente Rai4 è andata in onda dal 16 febbraio 2011, preceduta il 15 febbraio dalla trasmissione dello speciale La sposa perfetta.
| nº | Titolo originale        | Titolo italiano                         | Prima TV UK    | Prima TV Italia   |
| -- | ----------------------- | --------------------------------------- | -------------- | ----------------- |
| 1  | Smith and Jones         | Alieni sulla Luna                       | 31 marzo 2007  | 13 luglio 2008    |
| 2  | The Shakespeare Code    | Il codice shakespeariano                | 7 aprile 2007  | 20 luglio 2008    |
| 3  | Gridlock                | L'ingorgo                               | 14 aprile 2007 | 27 luglio 2008    |
| 4  | Daleks in Manhattan     | L'evoluzione dei Daleks (prima parte)   | 21 aprile 2007 | 3 agosto 2008     |
| 5  | Evolution of the Daleks | L'evoluzione dei Daleks (seconda parte) | 28 aprile 2007 | 10 agosto 2008    |
| 6  | The Lazarus Experiment  | L'esperimento Lazarus                   | 5 maggio 2007  | 17 agosto 2008    |
| 7  | 42                      | Impatto solare                          | 19 maggio 2007 | 24 agosto 2008    |
| 8  | Human Nature            | Natura umana (prima parte)              | 26 maggio 2007 | 31 agosto 2008    |
| 9  | The Family of Blood     | Natura umana (seconda parte)            | 2 giugno 2007  | 14 settembre 2008 |
| 10 | Blink                   | Colpo d'occhio                          | 9 giugno 2007  | 7 settembre 2008  |
| 11 | Utopia                  | Utopia                                  | 16 giugno 2007 | 21 settembre 2008 |
| 12 | The Sound of Drums      | Il suono dei tamburi                    | 23 giugno 2007 | 28 settembre 2008 |
| 13 | Last of the Time Lords  | L'ultimo Signore del Tempo              | 30 giugno 2007 | 5 ottobre 2008    |

## Alieni sulla Luna
- Titolo originale: Smith and Jones
- Diretto da: Charles Palme
- Scritto da: Russell T. Davies

### Trama
Un ospedale di Londra viene teletrasportato sulla Luna con il suo staff e pazienti. Tre navi spaziali atterrano nelle vicinanze e l'ospedale è invaso dal Judoon, una brutale forza di polizia intergalattica a ingaggio che sta cercando un Plasmivoro, un alieno con la capacità di assumere l'aspetto della specie di cui consuma il sangue. I Judoon iniziano a scansionare tutti gli esseri viventi dell'ospedale, catalogando gli umani nel tentativo di trovare il criminale non umano; il Dottore, fingendosi un paziente umano per indagare sull'ospedale, parla con la studentessa di medicina Martha Jones, rivelandole che anche lui è un alieno. Una signora anziana di nome Florence Finnegan, che in realtà è la Plasmivora, prosciuga il signor Stoker, il capo dell'ospedale, in modo da essere registrata come umana quando il Judoon la scannerizza. Nel frattempo il livello di ossigeno nell'ospedale diminuisce e le persone iniziano a collassare. Il Dottore trova la signorina Finnegan in una sala per risonanza magnetica, intenta a modificare lo scanner per usarlo per distruggere tutta la vita sulla Luna e la metà della Terra che le sta di fronte. Il Dottore finge di essere un umano e la signorina Finnegan beve il suo sangue fino a farlo svenire. Martha smaschera la signora Finnegan agli Judoon, che la giustiziano per l'omicidio di una principessa aliena e fanno ritorno alle loro navi. Martha usa la RCP sui due cuori del Dottore e lo rianima, poi lui disabilita la risonanza magnetica modificata mentre i Judoon riportano l'ospedale sulla Terra pochi secondi prima che tutti muoiano per la privazione di ossigeno. Quella sera, dopo che una festa di compleanno per Leo, il fratello di Martha, finisce in un litigio, il Dottore invita Martha a fare un viaggio con lui. Martha esita finché il Dottore le rivela che può viaggiare anche nel tempo. Martha entra nel TARDIS e il Dottore le dice che faranno assieme solo un viaggio.
- Altri interpreti: Anne Reid (Florence Finnegan), Roy Marsden (Mr. Stoker), Adjoa Andoh (Francine Jones), Gugu Mbatha-Raw (Tish Jones), Reggie Yates (Leo Jones), Trevor Laird (Clive Jones), Kimmi Richards (Annalise), Ben Righton (Oliver Morgenstern), Vineeta Rishi (Julia Swales), Paul Kasey (Leader dei Judoon), Nicholas Briggs (voce dei Judoon)

### Nota
Durante l'episodio si è visto, in un vicolo, un manifesto dove c'era scritto "VOTA SAXON", elemento che sarà al centro dei due ultimi episodi della stagione.

## Il codice shakespeariano
- Titolo originale: The Shakespeare Code
- Diretto da: Charles Palme
- Scritto da: Gareth Roberts

### Trama
Il Dottore e Martha viaggiano indietro nel tempo fino all'anno 1599 nell'Inghilterra elisabettiana dove assistono alla rappresentazione di un'opera di William Shakespeare al Globe Theatre di Londra. Dopo la rappresentazione incontrano personalmente il famoso scrittore, il quale si sta accingendo a scrivere Pene d'amor ritrovate, un'opera che viene supposta perduta. Mentre la compone viene manipolato da tre creature che sembrano streghe, ma che in realtà sono antichi esseri alieni chiamate Carrionite. Queste creature hanno inserito nella conclusione dell'opera un codice di parole che, se pronunciate all'interno del teatro Globe (con la sua particolare architettura), riporteranno in questo universo la loro razza, bandita all'inizio del tempo da esseri onnipotenti che il Dottore chiama Gli Eterni. Le Carrionite appartengono a un popolo che ha sviluppato la magia e i rituali al posto della scienza e della tecnologia. Il loro potere si manifesta attraverso gli incantesimi, cioè codici veicolati da parole e strumenti. Il Dottore, consapevole del loro modus operandi, farà in modo che Shakespeare utilizzi il suo genio per recitare un incantesimo che si opponga a specchio nei confronti delle tre streghe. Il piano ha successo e l'invasione aliena viene sventata durante la rappresentazione teatrale. Alla fine di quest'ultima arriva la regina Elisabetta I in persona con la sua guardia reale e ordina di catturare il Dottore, da lei definito suo nemico. Il Dottore fugge con Martha sul TARDIS, ma sostiene di non avere mai incontrato la regina Elisabetta.
- Dean Lennox Kelly (William Shakespeare), Christina Cole (Lilith), Sam Marks (Wiggins), Amanda Lawrence (Doomfinger), Linda Clarke (Bloodtide), Jalaal Hartley (Dick), David Westhead (Kempe), Andree Bernard (Dolly Bailey), Chris Larkin (Lynley), Stephen Marcus (Gaoler), Matt King (Peter Streete), Robert Demeger (predicatore), Angela Pleasence (Regina Elisabetta I)

## L'ingorgo
- Titolo originale: Gridlock
- Diretto da: Richard Clark
- Scritto da: Russell T. Davies

### Trama

Il Dottore con la Faccia di Boe in una scena dell'episodio

Il Dottore decide di portare Martha in un lontano futuro, andando avanti nel tempo di cinque miliardi di anni. La Terra non esiste più e l'umanità si è trasferita su Nuova Terra, dove una delle città più importanti è Nuova New York. Il Dottore è già stato in questo luogo con Rose (primo episodio della seconda stagione della nuova serie) e sembra tornarci per motivi nostalgici. La città è divisa in due livelli, quello superiore e un livello inferiore. Qui circolano le vetture di milioni di abitanti che cercano di raggiungere invano la superficie. Si è infatti formato un enorme ingorgo autostradale dove tutti si trovano a passare interi anni della loro vita nella speranza di fare qualche chilometro. Marta e il Dottore riescono a raggiungere i livelli superiori solo per scoprire che non esiste più un governo e il pianeta è in quarantena per cento anni a causa di un virus ormai estinto. Decidono quindi di liberare gli automobilisti dalla trappola dell'autostrada e aprono il tetto del tunnel che permetterà alle macchine di tornare in superficie. L'impresa viene compiuta grazie all'aiuto della misteriosa creatura chiamata Faccia di Boe (già incontrata in questo luogo dal Dottore). Si tratta di un essere che pare viva da miliardi di anni e dona le sue ultime energie vitali per riattivare i sistemi di automazione della nuova New York. Faccia di Boe, prima di morire, rivela al Dottore che lui non è solo. Sembra sottintendere che il Dottore non sia l'ultimo dei Signori del Tempo. Forse ne esiste qualcun altro come lui.
- Altri interpreti: Ardal O'Hanlon (Thomas Kincade Brannigan), Anna Hope (Novizia Hame), Travis Oliver (Milo), Lenora Crichlow (Cheen), Jennifer Hennessy (Valerie), Bridget Turner (Alice), Georgine Anderson (May), Simon Pearsall (Whitey), Daisy Lewis (Javit), Nicholas Boulton (uomo d'affari), Erika Macleod (Sally Calypso), Judy Norman (Ma'), Graham Padden (Pa'), Lucy Davenport (donna pallida), Tom Edden (farmacista numero 1), Natasha Williams (farmacista numero 2), Gayle Telfer Stevens (farmacista numero 3), Struan Rodger (La Faccia di Boe)

## L'evoluzione dei Daleks (prima parte)
- Titolo originale: Daleks in Manhattan
- Diretto da: James Strong
- Scritto da: Helen Raynor

### Trama
Martha e il Dottore atterrano a New York alla fine di ottobre del 1930 durante la grande depressione e assistono alle devastanti conseguenze sociali della crisi economico-finanziaria del 1929. Dopo essersi recati tra i disoccupati e senzatetto che si accampano a Central Park scoprono che diversi esseri umani sono stati rapiti da Uomini Maiale. Essi operano dietro le direttive degli ultimi quattro Dalek rimasti, il cui intento è di creare una nuova razza ibrida Dalek-Umana per riprendere i deliranti progetti di conquista dello spazio-tempo. Il tutto avviene con la collaborazione del finanziatore dell'ambiziosa costruzione dell'Empire State Building, eretto con forza lavoro a buon mercato. Il primo esperimento di fusione delle due razze vede Dalek Sec (l'ultimo leader Dalek) fondersi con il collaborazionista umano dando origine a un ibrido uomo-alieno.
- Altri interpreti: Miranda Raison (Tallulah), Ryan Carnes (Laszlo), Hugh Quarshie (Solomon), Andrew Garfield (Frank), Eric Loren (Mr. Diagoras), Flik Swan (Myrna), Alexis Caley (Lois), Earl Perkins (primo uomo), Peter Brooke (secondo uomo), Ian Porter (Foreman), Joe Montana (primo lavoratore), Stewart Alexander (secondo lavoratore), Mel Taylor (lavoratore alla banchina), Nicholas Briggs (voci dei Dalek), Paul Kasey (maiale eroico)

## L'evoluzione dei Daleks (seconda parte)
- Titolo originale: Evolution of the Daleks
- Diretto da: James Strong
- Scritto da: Helen Raynor

### Trama
Il Dalek-Umano comincia a perdere i tratti caratteriali tipici della sua razza e inizia a dimostrare sentimenti ed emozioni umane. Il Dottore se ne accorge e cerca di convincerlo a dare una nuova direttiva ai Dalek rimasti. Invece di conquistare la Terra e altri mondi il Dottore si offre di trovare un nuovo pianeta dove possano vivere in pace. Quando il Dalek-Umano sembra propendere per questa alternativa i restanti tre Dalek non lo riconoscono più come loro leader e lo uccidono. Durante la lotta anche altri due Dalek rimangono distrutti. In questa battaglia il Dottore e Martha sono aiutati anche dai senza-tetto di New York, i quali subiscono delle perdite ma contribuiscono a fermare la minaccia aliena. Il Dottore cerca di fermare l'ultimo Dalek rimasto e gli offre aiuto ma esso fugge, compiendo un balzo nello spazio-tempo.
Le vicende dell'episodio si svolgono il 1º novembre 1930 e dopo tali avvenimenti rimane solo un individuo della razza Dalek.
- Altri interpreti: Miranda Raison (Tallulah), Hugh Quarshie (Solomon), Ryan Carnes (Laszlo), Andrew Garfield (Frank), Eric Loren (Dalek Sec), Flik Swan (Myrna), Alexis Caley (Lois), Earl Perkins (primo uomo), Peter Brooke (secondo uomo), Ian Porter (ibrido), Nicholas Briggs (voce dei Dalek), Paul Kasey (maiale eroico)

## L'esperimento Lazarus
- Titolo originale: The Lazarus Experiment
- Diretto da: Richard Clark
- Scritto da: Stephen Greenhorn

### Trama
Il Dottore riporta Martha a casa (la Londra del 2007) e sembra essere deciso a non tenerla più con sé sul TARDIS. Prima di ripartire è incuriosito da un esperimento del famoso professor Lazarus, il quale ha creato una macchina in grado di ringiovanire gli esseri umani. Il Dottore si rende subito conto dei pericoli di un tale esperimento, diretto a causare la manipolazione del DNA umano. Per questo si reca al ricevimento dove Lazarus prova su se stesso le potenzialità della macchina da lui creata. In questa circostanza il Dottore ha modo di conoscere la madre di Martha (Francine Jones), suo fratello (Leo Jones) e sua sorella (Tish Jones). L'esperimento fallisce e trasforma Lazarus in una creatura mostruosa che deve cibarsi dell'energia vitale di altri esseri umani. Il Dottore riesce a fermarlo, ma è costretto a ucciderlo in quanto il danno al suo DNA e alla sua psiche sono irreversibili. La madre di Martha è sospettosa verso il Dottore e non è contenta che la figlia frequenti un individuo così misterioso. Nonostante questo i viaggi di Martha con il TARDIS riprendono.
- Altri interpreti: Gugu Mbatha-Raw (Tish Jones), Reggie Yates (Leo Jones), Adjoa Andoh (Francine Jones), Mark Gatiss (professor Richard Lazarus), Thelma Barlow (Lady Thaw), Lucy O'Connell (invitata al party), Bertie Carvel (uomo misterioso)

## Impatto solare
- Titolo originale: 42
- Diretto da: Graeme Harper
- Scritto da: Chris Chibnall

### Trama
Il TARDIS riceve una chiamata di soccorso dall'SS Pentallian, una navicella spaziale trasportante umani che sta precipitando verso il sole del sistema Torajii. Giunti a bordo per aiutare il Dottore e Martha sono separati dal TARDIS a causa delle temperature in aumento; i motori nella nave sono guasti e mancano 42 minuti prima di entrare in collisione con il sole. Mentre Matha cerca di raggiungere con il giovane Riley i ponti di controllo il Dottore aiuta il team degli ingegneri a provare a riparare i motori. Usando il proprio cellulare modificato Martha riesce a chiamare sua madre sulla Terra nel presente e la donna le pone strane domande sul Dottore. Il marito del capitano McDonnell sembra essere infettato da qualcosa che fa salire la sua temperatura corporea a livelli incredibili e, indossato un elmetto da saldatura, comincia a uccidere il resto dell'equipaggio prima di infettare un uomo di nome Ashton. Martha e Riley lo incontrano e si rifugiano in una capsula di salvataggio per sfuggirgli, ma Ashton la attiva mandandoli dritti verso il sole. McDonnel uccide l'uomo mentre il Dottore recupera la capsula, ma resta a sua volta contagiato: il sole è in realtà un essere vivente e l'equipaggio ha attinto illegalmente dal suo cuore per usarlo come carburante, pertanto ora il sole sta cercando di recuperare le sue parti perdute. Martha mette il Dottore in una camera di stasi per salvarlo dall'infezione, ma il marito di McDonnel la disabilita; il Dottore avverte quindi l'equipaggio di abbandonarlo e di scaricare il carburante per potere fuggire. McDonnell uccide il marito infetto morendo nel processo in quanto in preda ai sensi di colpa per quanto successo; il carburante viene rilasciato e i motori ripartono, permettendo loro di allontanarsi dal sole. Martha, di nuovo in viaggio con il Dottore, chiama nuovamente sua madre senza sapere che quest'ultima ha il telefono monitorato da una donna che le confisca il cellulare subito dopo.
- Altri interpreti: Michelle Collins (Kath McDonnell), Adjoa Andoh (Francine Jones), William Ash (Riley Vashtee), Anthony Flanagan (Orin Scannell), Matthew Chambers (Korwin McDonnell), Vinette Robinson (Abi Lerner), Gary Powell (Dev Ashton), Rebecca Oldfield (Erina Lessak), Elize du Toit (donna sinistra), Joshua Hill (voce del countdown)

## Natura umana (prima parte)
- Titolo originale: Human Nature
- Diretto da: Charles Palme
- Scritto da: Paul Cornell

### Trama
Il Dottore, per nascondersi da un gruppo di alieni che si fanno chiamare "la Famiglia", usa il TARDIS per separare da se stesso la sua essenza di Signore del Tempo, e la trasferisce in un dispositivo esternamente simile a un orologio da tasca. Questo lo trasforma in un essere umano a tutti gli effetti, e affida a Martha il dispositivo simile a un orologio, che è anche in grado di ritrasformarlo. Il Dottore viene assunto sotto il nome di John Smith in una scuola inglese agli inizi del Novecento, mentre Martha gli resta accanto con il ruolo di domestica. Le cose, però, iniziano a precipitare quando la Famiglia arriva nei pressi della scuola del Dottore e i suoi membri prendono le sembianze di abitanti del villaggio. Intanto il Dottore si innamora di Joan, un'infermiera. Martha, accorgendosi della Famiglia, vuole ritrasformare il Dottore in Signore del Tempo, ma non trova l'orologio, in quanto rubato da uno studente di nome Tim, e viene cacciata da John Smith. Tentando di fargli tornare la memoria va al ballo del villaggio dove viene presa in ostaggio, insieme a Joan, dalla Famiglia.
- Altri interpreti: Jessica Hynes (Joan Redfern), Harry Lloyd (Jeremy Baines), Thomas Sangster (Tim Latimer), Tom Palmer (Hutchinson), Pip Torrens (Rocastle), Rebekah Staton (Jenny), Gerard Horan (Mr. Clark), Lauren Wilson (Lucy Cartwright), Matthew White (Phillips), Derek Smith (portiere), Peter Bourke (Mr. Chambers)

## Natura umana (seconda parte)
- Titolo originale: The Family of Blood
- Diretto da: Charles Palme
- Scritto da: Paul Cornell

### Trama
Tim apre l'orologio distraendo la Famiglia, così Martha ruba una pistola e riesce a fare scappare tutti. John, Martha e Joan fuggono nella scuola dove Smith comincia a organizzare le difese armando gli studenti. La Famiglia attacca l'edificio manipolando spaventapasseri animati, ma i ragazzi riescono a difendersi avendo addestramento militare. Quando le creature rivelano di avere scoperto il TARDIS Joan accetta il fatto che John sia in realtà il Dottore; per proteggere gli studenti i due e Martha si nascondono in una casa abbandonata, dove sono raggiunti da Tim, che restituisce l'orologio. La Famiglia inizia a bombardare il villaggio vicino per costringere il Dottore a uscire allo scoperto, quindi Martha e Joan implorano Smith di aprire l'oggetto per tornare in sé. John, che è consapevole che il tornare a essere il Dottore comporterebbe anche il dire addio a Joan, scoppia in lacrime tra le sue braccia ma accetta di aprirlo per salvare l'umanità; inoltre l'orologio dona alla coppia una visione di come sarebbe stata la loro vita assieme se John fosse stato umano. Con uno stratagemma il Dottore fa esplodere la navicella della Famiglia e ne imprigiona i membri condannandoli a una punizione eterna. Torna poi a salutare Joan, offrendole di viaggiare con lui sul TARDIS come compagna, ma lei rifiuta in quanto sostiene che John Smith sia morto e fa notare al Dottore che probabilmente non sarebbe morto nessuno se lui non fosse venuto lì. Prima di partire l'uomo regala a Tim l'orologio ormai vuoto; anni dopo, durante la prima guerra mondiale, il ragazzo si ricorda grazie all'oggetto di una visione e salva sé stesso e un compagno da una bomba prima che li uccida.
- Altri interpreti: Jessica Hynes (Joan Redfern), Harry Lloyd (Jeremy Baines), Thomas Sangster (Tim Latimer), Tom Palmer (Hutchinson), Pip Torrens (Rocastle), Rebekah Staton (Jenny), Gerard Horan (Mr. Clark), Lauren Wilson (Lucy Cartwright), Matthew White (Phillips), Sophie Turner (Vicar)

## Colpo d'occhio
- Titolo originale: Blink
- Diretto da: Hettie MacDonald
- Scritto da: Steven Moffat

### Trama
Il Dottore e Martha sono intrappolati nel 1969 e la spaventosa razza degli Angeli Piangenti tenterà di ottenere il TARDIS, spegnendo così il Sole. Solo una ragazza potrà salvare il mondo.
- Altri interpreti: Carey Mulligan (Sally Sparrow), Lucy Gaskell (Kathy Nightingale), Finlay Robertson (Larry Nightingale), Richard Cant (Malcolm Wainwright), Michael Obiora (detective Billy Shipton), Louis Mahoney (Billy Shipton anziano), Thomas Nelstrop (Ben Wainwright), Ian Boldsworth (Banto), Ray Sawyer (agente di polizia), Aga Blonska (Angelo Piangente) (non accreditata), Elen Thomas (Angelo Piangente) (non accreditata)

## Utopia
- Titolo originale: Utopia
- Diretto da: Graeme Harper
- Scritto da: Russell T. Davies

### Trama
Il Dottore e Martha, dopo avere ricaricato il Tardis dalla fessura a Cardiff, cercano di ripartire ma il capitano Jack Harkness, reso immortale da Rose in Padroni dell'universo, si aggrappa al Tardis.
Data la sua natura immortale il Tardis lo considera un elemento di disturbo e, decidendo in maniera autonoma, per sbarazzarsene la cabina blu si spinge ai limiti del tempo dell'universo, nell'anno cento trilioni su un remoto pianeta dal quale gli ultimi umani cercano di fuggire per raggiungere Utopia, che si dice essere l'ultima speranza per il genere umano. Qui il Dottore si trova a collaborare con il dottor Yana per permettere al razzo che dovrebbe trasportare gli umani di decollare.
Ma il dottor Yana non è chi dice di essere e aprendo quello che sembra essere un comune orologio da taschino, uguale a quello del Dottore visto in Natura Umana, si rivelerà essere il suo nemico mortale, il Maestro, un altro Signore del Tempo rifugiatosi in forma umana agli estremi del tempo, che si impossessa del Tardis e rigenerandosi fugge via tornando sulla Terra ai nostri giorni, lasciando il Dottore e gli altri in balia dei mangiatori di uomini abitanti il pianeta.
- Altri interpreti: John Barrowman (Jack Harkness), Derek Jacobi (Professor Yana), Chipo Chung (Chantho), René Zagger (Padra), Neil Reidman (tenente Atillo), Paul Marc Davis (Chieftain), Robert Forknall (guardia), John Bell (Creet), Deborah Maclaren (Kistane), Abigail Canton (donna), John Simm (Il Maestro)

## Il suono dei tamburi
- Titolo originale: The Sound of Drums
- Diretto da: Colin Teague
- Scritto da: Russell T. Davies

### Trama
Dopo essere fuggito dai confini del tempo grazie al TARDIS il Maestro torna sulla Terra, assume l'identità di Harold Saxon insediandosi nella politica inglese, fino a diventare il Primo Ministro. Durante questo periodo fa realizzare la Valiant (una portaerei volante) e la rete Archangel (un network di telefonia mobile che in realtà invia messaggi subliminali).
Il Dottore, Martha e Jack riescono a tornare sulla Terra grazie al dispositivo di quest'ultimo. Il Dottore ammette che, prima della fuga del Maestro, aveva fatto in tempo a bloccare su due sole coordinate temporali il TARDIS (l'anno cento trilioni e diciotto mesi fa del presente). I tre si ritrovano ricercati in Inghilterra, dato che il Maestro utilizza i mass media presentandoli come terroristi e fa arrestare la famiglia di Martha. Il Dottore modifica tre chiavi da portare appese al collo per creare un campo di dispersione in grado di fare passare inosservati i tre (anche se non sono invisibili nessuno è in grado di notare la loro presenza).
Saxon annuncia al mondo che l'umanità assisterà all'arrivo dei Toclafane, una razza aliena simili a sfere di metallo fluttuanti e si annunciano come amici dell'uomo. Durante la presentazione il Presidente degli Stati Uniti si impone come ambasciatore estromettendo Saxon, ma gli alieni riconoscono soltanto l'autorità del Maestro e uccidono il Presidente in diretta mondiale.
All'incontro sono presenti anche il Dottore, Martha e Jack, nascosti dalle chiavi, che nel frattempo nella Valiant avevano ritrovato il TARDIS, scoprendo che il Maestro l'ha incorporata al Valiant e apportato delle modifiche. Il Signore del Tempo li individua subito e grazie a un cacciavite "laser", con la medesima tecnologia vista in L'esperimento Lazarus, fa invecchiare il Dottore di cento anni; a quel punto ordina ai Toclafane di sterminare un decimo della popolazione umana.
Martha riesce a teletrasportarsi via da lì, mentre il Dottore invecchiato assiste impotente al trionfo del suo nemico.
- Altri interpreti: John Barrowman (Jack Harkness), John Simm (Il Maestro/Harold Saxon), Adjoa Andoh (Francine Jones), Trevor Laird (Clive Jones), Gugu Mbatha-Raw (Tish Jones), Reggie Yates (Leo Jones), Alexandra Moen (Lucy Saxon), Elize du Toit (donna sinistra), Nichola McAuliffe (Vivien Rook), Nicholas Gecks (Albert Dumfries), Colin Stinton (Presidente Arthur Colman Winters), Olivia Hill (annunciatrice della BBC), Daniel Ming (annunciatore cinese), Lachele Carl (annunciatore statunitense), Sharon Osbourne (sé stessa), I McFly (sé stessi), Ann Widdecombe (sé stessa), Zoe Thorne (voce dei Toclafane), Gerard Logan (voce dei Toclafane), Johnnie Lyne-Pirkis (voce dei Toclafane)

## L'ultimo Signore del Tempo
- Titolo originale: Last of the Time Lords
- Diretto da: Colin Teague
- Scritto da: Russell T. Davies

### Trama
Il Maestro spiega al Dottore che il TARDIS è stato modificato per evitare un paradosso, dando così modo ai Toclafane (che si scoprono essere gli umani dell'anno cento trilioni giunti su Utopia, in realtà una fabbrica di ingegneria genetica dove gli ultimi umani erano stati distrutti e ricostruiti come armi viventi, causandone la pazzia) di uccidere e rimpiazzare i loro avi terrestri. Il Maestro imprigiona il Dottore e lo sottopone ad altri due processi di invecchiamento per fare da monito a Martha, ancora latitante. Quest'ultima, dopo avere passato un anno a svolgere una misteriosa missione in giro per il mondo, ritorna in Inghilterra, dove però viene catturata dal Maestro e dai suoi soldati. Una volta portata sulla Valiant, dove il Maestro tiene la sua famiglia e il Dottore imprigionati, egli fa cominciare il conto alla rovescia per il lancio degli armamenti spaziali che ha costruito per conquistare l'universo, ricreando, a suo dire, "una nuova Gallifrey". Martha, allora, fa scattare il piano suggeritole dal Dottore, che lei aveva portato avanti nel suo anno di latitanza, mentre raccontava a tutte le persone in giro per il mondo la storia del Dottore; introdursi nella rete Archangel e, seguendo il countdown dei missili del Maestro, fare sì che tutta la popolazione mondiale pensasse nello stesso momento la stessa parola: "Dottore". Il Dottore, che aveva avuto un intero anno di prigionia per connettersi alla frequenza psichica della rete, ringiovanisce e recupera le forze, sconfiggendo così il Maestro. Dopo avere distrutto la Macchina Paradosso che modificava il TARDIS il tempo si riavvolge, cancellando gli eventi dell'ultimo anno e facendo scomparire i Toclafane.
La moglie del Maestro, Lucy Saxon, gli spara procurandogli una ferita mortale; lui rifiuta di rigenerarsi e muore tra le braccia del Dottore, credendo, nella sua follia, di avere ottenuto in tale modo la vittoria contro il suo nemico. Il Dottore torna così a essere l'ultimo Signore del Tempo. Martha e Jack (che rivela che in gioventù era stato soprannominato Faccia di Boe) decidono di separarsi dal Dottore andando avanti per le loro rispettive strade. Il Dottore quindi parte da solo con il TARDIS, ma la macchina del tempo entra in collisione con una nave.
- Altri interpreti: John Barrowman (Jack Harkness), John Simm (Il Maestro), Alexandra Moen (Lucy Saxon), Adjoa Andoh (Francine Jones), Trevor Laird (Clive Jones), Gugu Mbatha-Raw (Tish Jones), Reggie Yates (Leo Jones), Tom Ellis (Thomas Milligan), Ellie Haddington (Professoressa Docherty), Tom Golding (ragazzo), Natasha Alexander (donna), Zoe Thorne (voce dei Toclafane), Gerard Logan (voce dei Toclafane), Johnnie Lyne-Pirkis (voce dei Toclafane)

L'edizione originale di questo episodio dura poco più di 50 minuti, alcune scene sono state tagliate nell'edizione televisiva italiana, come la scena in cui il Maestro canta "I Can't Decide" di Scissor Sisters.